# Amerikiwhati Island
Amerikiwhati Island ist eine Insel im Queen Charlotte Sound in der Region Marlborough auf der Südinsel von Neuseeland.

## Geographie
Die Insel befindet sich rund 660 m nördlich der Ahitarakihi Bay von Arapaoa Island, die zwischen dem Queen Charlotte Sound und dem Meeresarm Tory Channel/Kura Te Au liegt. Die Insel besitzt eine Länge von rund 180 m in Nordnordwest-Südsüdost-Richtung und eine maximale Breite von rund 65 m in Ost-West-Richtung.
Die Insel ist frei von Raubtieren und beherbergt den Großblättrigen Milchbaum (Streblus banksii), den Zwergpinguin und den Gefleckten Skink (Niveoscincus ocellatus).